# Пакенем, Уильям, 4-й граф Лонгфорд
Уильям Пакенхейм, 4-й граф Лонгфорд (англ. William Pakenham, 4th Earl of Longford) — британский политик.

## Ранняя жизнь
Пакенхем был вторым сыном Томаса Пакенхема, 2-го графа Лонгфорда и леди Джорджианы Эммы Шарлотты Лайгон, дочери Уильяма Лайгона, 1-го графа Бошана. Получил образование в Винчестерском колледже, а в 1837 году вступил в британскую армию.

## Карьера
Пакенхейм воевал в Крымской войне и подавлял восстание в Индии. В ноябре 1858 в звании полковника стал Индийским адъютант-генералом, а с 1878 до своей смерти Пакенхейм — шеф пехотного Нортумберлендского стрелкового полка.
Пакенхейм стал 4-м графом Лонгфордом в 1860 году, после смерти своего старшего брата, третьего графа. Так же он унаследовал место брата в Палате лордов, куда входил как член Консервативной партии. С 1866 по 1868 год занимал должность заместителя военного министра в составах правительств графа Дерби, а затем Бенджамина Дизраэли. В феврале 1870 года он был избран председателем Центральной протестантской ассоциации обороны, которая была создана в соответствии с Законом о Ирландской церкви 1869 года. С 1874 по 1887 год 4-й граф Лонгфорд занимал пост лорда-лейтенанта города Лонгфорд.
В 1861 году Пакенхейм стал Рыцарем Большого креста Ордена Бани, а 1881 году — Рыцарем-командором этого же ордена.

## Личная жизнь
Лорд Лонгфорд женился на Селине Райс-Тревор, дочери Джорджа Райс-Тревора, 4-го барона Диневора в 1862 году. У них было четверо выживших детей:
- Томас, граф Пакенхейм
- Эдвард Майкл
- Джорджиана Фрэнсис Генриетта
- Кэтрин Луиза

Лорд Лонгфорд умер в апреле 1887 года, в возрасте 68 лет в своём поместье в Северо-Западной Англии, ему наследовал его второй сын, старший из выживших. Графиня Лонгфорд пережила своего мужа более чем на тридцать лет и умерла в январе 1918 года в возрасте 81 года.